# لمياء زيادة

لمياء زيادة (بالفرنسية: Lamia Ziadé)‏ (ولدت في بيروت بلبنان, 1968) هي مصورة وفنانة تشكيلية لبنانية الجنسية. 
ترعرعت في لبنان ثم انتقلت الي باريس ودرست فن الجرافيك في Atelier Met de Penninghen وهي تعيش وتعمل في باريس.

## الحياة والعمل
بدأت لمياء زيادة حياتها المهنية كمصممة نسيج لعلامات تجارية فاخرة من ضمنها Jean-Paul Gaultier و Issey Miyake.
قامت بتنمية مهارتها في التصوير من خلال طباعة الكتب من ضمنها كتب للأطفال وكتب للكبار أحيانا ذات محتوي مثير (شهواني). 
بجانب رسوماتها وصورها التوضيحية, بدأت لمياء في 2003 بالعمل علي الأعمال الفنية بنطاق أوسع علي مواضيع مثيرة ومضحكة بمنظور جمالي مستوحي من فن البوب .
هذة اللوحات المرسومة علي القماش, ذات وسائل اعلام متعددة تدل علي تعدد التقنيات (مثل الفن التلصيقي والتطريز) وتراكم التحف الغير متجانسة مثل زجاجات ويسكي (الميني بار) أو البار الصغير ووسائد الخطوط الجوية الفرنسية
في 2008,قامت بعرض مشروعها Hotel’s War (حرب الفندق). 
هذا الماكيت من الصوف والنسيج والنماذج المصغرة من الأطفال والمباني يشير الي حرب الفنادق التي حدثت في قلب مدينة لبنان سنة 1975-1976.
الصدمة والذكريات لهذة الاحداث الحرب الأهلية اللبنانية هما ما دفعا لمياء لطباعة Bye Bye Babylon وهي سيرتها الذاتية كرواية مصورة والتي تروي فيها إدراكها الشخصي للتحولات التي زلزلت البلاد.

## منشوراتها
- Lettres à mon fils, with Fouad Elkoury Actes Sud,2016 [7]
- "Ô nuit, ô mes yeux: Le Caire / Beyrouth / Damas / Jérusalem "P.O.L. éditeur, 2015
- "Bye Bye Babylon. Beirut 1975–1979 " Jonathan Cape, 2011
- "Dix doigts pour une voix "Patricia Huet, Éditions du Seuil, 2002
- Utilisation maximum de la douceur (with Vincent Ravalec, Éditions du Seuil, 2001
- "Souliax "with Olivier Douzou, Editions du Rouergue, 1999
- "Strip tease "Editions du Rouergue, 1998

## معارض مختارة
معارض فردية
- Smoke, Espace Kettaneh Kunigk, بيروت 2009.
- Chamade Paris, Galerie Alfa , باريس 2009.
- Time for a Kent, Galerie Benjamin Trigano, لوس أنجلوس 2008.
- Hotels' War, Galerie Tanit, مونيش 2008.
- I’m so glad you found me, Galerie Kamel Mennour, باريس 2006.
- Je veux que personne ne le sache, Galerie KamelMennour, باريس 2003.
- Lola Cartable, Galerie de l’Entretemps,باريس 1996.

معارض جماعية
- Subtitled: With Narratives from Lebanon, Royal College of Art,لندن 2011.
- Rebirth, Lebanon 21st Century Contemporary Art, Beirut Exhibition Art Center, Beirut, 2011
- All About Beirut, White Box,مونبش 2010.
- Tracés de voyages, If Galerie,باريس 2010.
- Blitz, Galerie ALFA, باريس 2010.
- Phase Zéro, Galerie Serge Aboukrat,باريس 2009.
- Sexy Souks, Point Ephémère,باريس 2007.
- Girls, girls, girls, CAN,نويشاتل 2004.

## وصلات خارجية
- Website of Lamia Ziadé